# Nordmaling (Gemeinde)
Koordinaten: 63° 34′ N, 19° 30′ O

Nordmaling ist eine Gemeinde (schwedisch kommun) in der schwedischen Provinz Västerbottens län und den historischen Provinzen Ångermanland und Västerbotten. Der Hauptort der Gemeinde ist Nordmaling.
Durch die Gemeinde führen die Europastraße E4 und die Regionalstraße 353.

## Geographie
Die Gemeinde erstreckt sich etwa 30 Kilometer entlang der Küste des Bottnischen Meerbusens und von der Küste 50 Kilometer in das Landesinnere. Der Küste, die stark gegliedert ist, sind zahlreiche kleinere Inseln vorgelagert. Das Gemeindegebiet wird von den Tälern des Öreälvens und Lögdeälvens geprägt, die bis zu 40 Meter tiefe Schluchten bilden.

## Natur
In der Nähe des Dorfes Aspeå befindet sich ein Naturschutzgebiet mit vielen Verwerfungsgrotten und Moränenlöchern. Entlang des Lögdeälven führen der Vildmarksleden und Lögdeälvsleden. Entlang dieses 100 km langen Wanderweges gibt es eine Reihe von Übernachtungs- und Schutzhütten. Im Naturreservat Storrosberget fünf Kilometer nördlich von Nordmanlig liegen viele Felsspalten und Höhlen. In einer dieser Höhlen soll sich der Freibeuter Tjuv Antes versteckt gehalten haben.

## Wirtschaft
Größter Arbeitgeber ist heute die Gemeinde selbst. Industrieorte sind Olofsfors (Olofsfors AB) und Rundvik (Masonite AB).

## Sehenswürdigkeiten
- Die Kirche von Nordmaling wurde im 15. Jh. erbaut und im 18. Jh. um einen Glockenturm erweitert. In der Grabkapelle neben der Kirche befindet sich das Kirchenmuseum in dem auch Werke von Klas Engman gezeigt werden.
- Heimatmuseum im Pfarrhof von 1749
- 2 km nordwestlich von Nyåker führen drei Eisenbahnbrücken aus unterschiedlichen Epochen über den Fluss Öreälven. Die zweite Brücke mit ihren 90 m hohen Stützbögen war bei ihrer Fertigstellung die längste steinerne Eisenbahnbrücke der Welt und steht seit 1997 unter Denkmalschutz. In Nyåker selbst befindet sich ein Brückenmuseum.

## Orte
Neben Nordmaling gibt es in der Gemeinde zwei weitere größere Ortschaften (tätorter), Lögdeå und Rundvik, während drei weitere den Status eines Tätort durch Bevölkerungsrückgang mittlerweile verloren haben (Gräsmyr, Norrfors und Nyåker) und das zuvor eigenständige Levar 1970 im Tätort Nordmaling aufgegangen ist.

## Persönlichkeiten
- Sune Jonsson (in Nyåker), Dokumentarfotograf, -filmemacher und Autor
- Thorsten Jonsson, Schriftsteller, Redakteur und Übersetzer